# Хорхе Пая
Хорхе Пая (ісп. Jorge Payá, 10 липня 1963) — іспанський ватерполіст.
Олімпійський чемпіон 1996 року, учасник 1988 року.
Срібний призер Чемпіонату світу з водних видів спорту 1994 року.